# John Barry (marin)
Pour les articles homonymes, voir John Barry et Barry.
John Barry, né le 25 mars 1745 à Tacumshane (en) et mort le 13 septembre 1803 à Philadelphie, est un officier de la Continental Navy pendant la guerre d'indépendance des États-Unis et plus tard dans l'United States Navy.
Il est largement reconnu que « le père de la marine américaine » (il partage ce surnom avec John Paul Jones). Il est le premier capitaine placé à la tête de un navire de guerre américain sous le drapeau de la Continental Navy. Il atteint en fin de carrière le grade de commodore.
Près de l'Independence Hall, à Wexford au Franklin Square se trouve une statue de John Barry. Plusieurs navires se nomment USS Barry, ainsi qu'un parc de Brooklyn (le Commodore Barry Park) et un pont (le pont Commodore Barry).

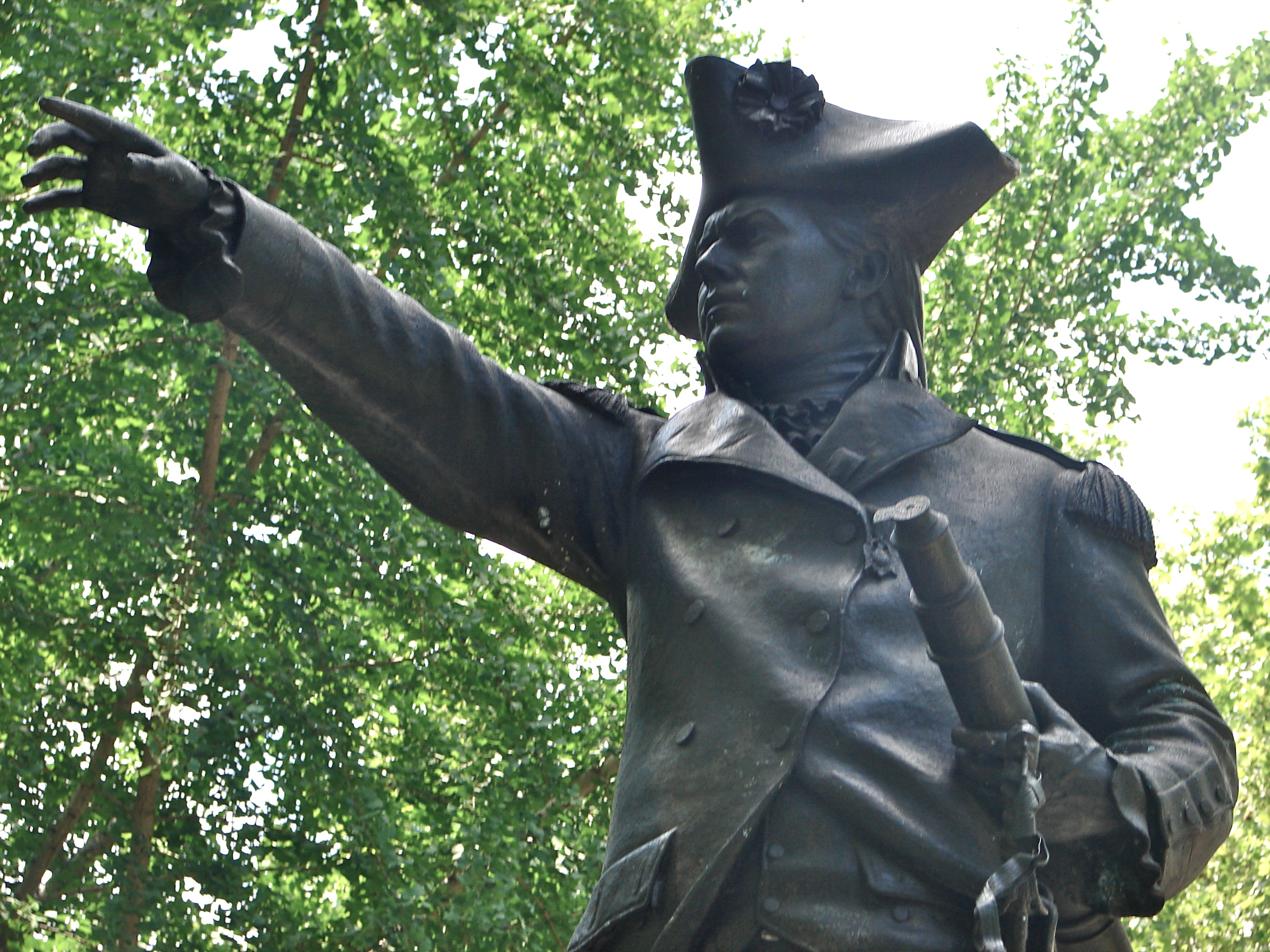
Statue près de l'Independence Hall.
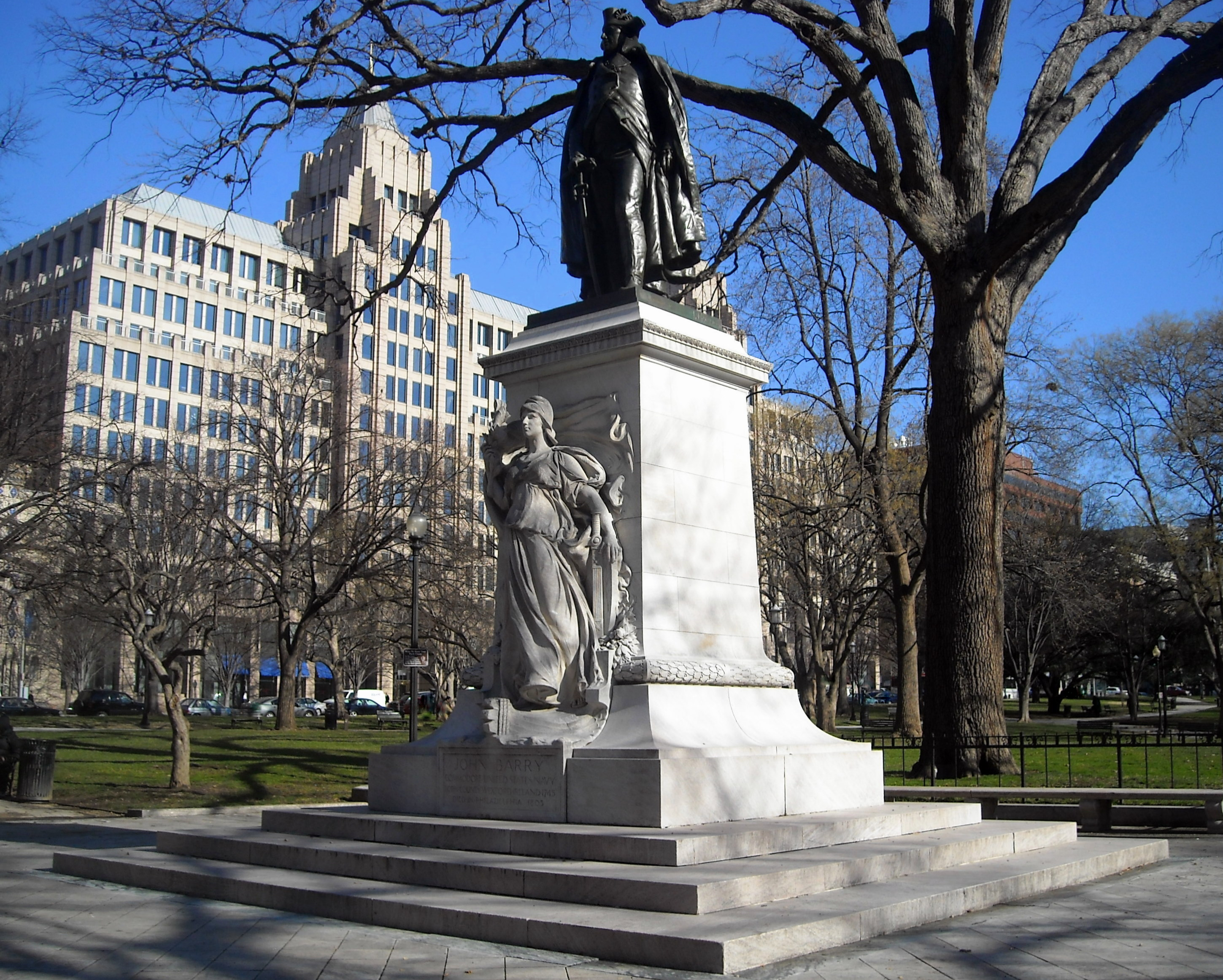
Statue au Franklin Square.
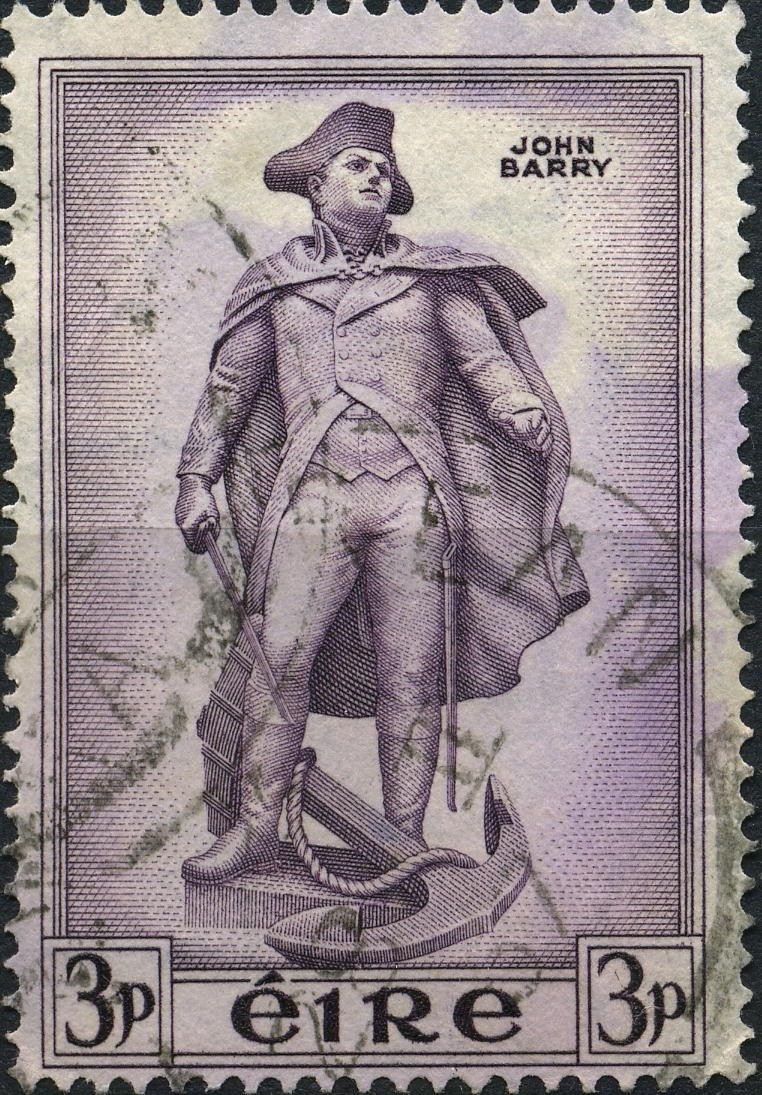
John Barry sur un timbre irlandais.